# چارلز دلاهای
چارلز دلاهای (انگلیسی: Charles Delahaye; ۱۹ مارس ۱۹۰۵ – ۱۷ مارس ۱۹۷۳) بازیکن هاکی روی یخ اهل کانادا بود.